# Айенсу, Аиша
Аиша Айенсу (англ. Aisha Ayensu) — отмеченная наградами дизайнер одежды из Ганы, которая, как известно, создавала наряды и сценические костюмы для Бейонсе, Женевьевы Наджи, Джеки Аппиа и Сандры «Александрина» Дон-Артур. Она является основателем и креативным директором «Christie Brown», ганского дома моды. Она дала интервью Folu Storms и радиопрограмме «BBC World Service» и внесена в список самых многообещающих предпринимателей Forbes в 2016 году.

## Образование
Айенсу имеет опыт работы в области психологии и моды. Она получила образование в области моды в колледже креативного дизайна Джойс Абабио.

## Карьера

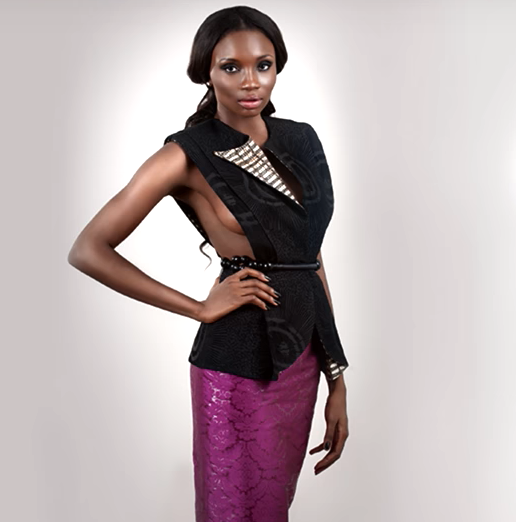
Дизайн «Christie Brown» 2014 года (показано на NdaniTV)

Вдохновлённая своей бабушкой, в марте 2008 года она основала дом моды «Christie Brown» в Гане, который теперь признан во всём мире. Аиша получила «Платиновый стандарт» на NdaniTV в 2014 году, и давала интервью Folu Storms, посетив Аккру во время серии показов «Новая Африка» в 2016 году. Афуа Хирш взяла у неё интервью для своей программы «In the Studio» в рамках радиопрограммы «BBC World Service» в 2016 году. Это было за четыре месяца до её ежегодной коллекции, где она столкнулась с «задачей сделать свою культуру приемлемой во всем мире», и это ознаменовало её десятый год работы в бизнесе. Она также была названа одним из самых многообещающих предпринимателей Forbes в 2016 году. Она также работала с такими артистами, как нигерийская актриса Женевьева Наджи, ганская актриса Джеки Аппиа или Сандра Дон-Артур, а также для телесериала Африканский город (An African City), в котором режиссер Николь Амартейфио хочет развеять стереотипы и клише об Африке.

## Награды
Она выиграла несколько наград, в том числе:
- 2009 — Новый дизайнер года, модное мероприятие Arise Africa в ЮАР[18][19].
- 2010 — Только ганский бренд выбран для демонстрации в Arise L'Afrique-á-Porter во время Недели моды в Париже[12].
- 2018 — Лучший модельер, престижная награда «Africa Prestigious Awards»[20].
- 2018 — Африканский дизайнер года, Glitz Style Awards[англ.][21].
- 2019 — Африканский дизайнер года, Glitz Style Awards[англ.][22][23].